# Pterolophia rosselli
Pterolophia rosselli là một loài bọ cánh cứng trong họ Cerambycidae.